# Oxskär

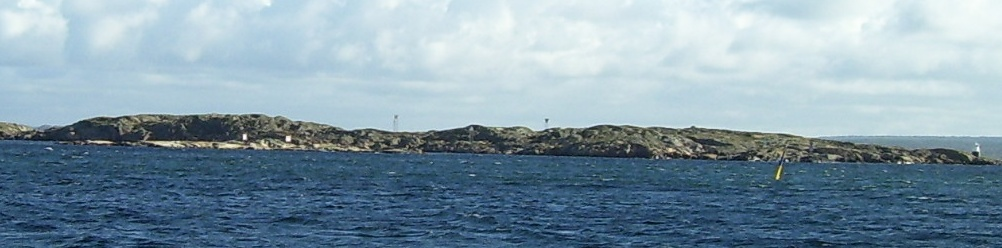
Oxskär sedd från hamnen på Käringön

Oxskär är en ö norr om Käringön utanför Orust. Ön är inte bebyggd.
Här finns en fyr byggd 1929 som fortfarande är i bruk. Den sänder ut tre ljusblixtar var nionde sekund.